# Gina Bovaird
Gina Bovaird, spesso erroneamente citata come Gina Boivard (Boston, 29 maggio 1949), è una pilota motociclistica statunitense ritiratasi dall'attività agonistica.

## Carriera
Dopo aver iniziato a correre in competizioni secondarie, nel 1970, a bordo di una Moto Morini 125, frequentò assiduamente i campi di gara, fino ad iscriversi al campionato AMA e partecipare alla classica 200 miglia di Indianapolis, nel 1979, riuscendo a conquistare il premio in palio per il debuttante più veloce, alla media di 228 km/h.
Questa affermazione le consentì di essere ammessa ad alcune gare europee, tra cui due edizioni consecutive (1981 e 1982) della 200 miglia di Imola.
Per il campionato del mondo di velocità, nella stagione 1981 partecipa al Gran Premio di Germania con la MBA 125 e, nella stagione 1982, al Gran Premio di Francia, in sella ad una Suzuki RG Γ 500, cadendo però in gara.
Le sue prestazioni non hanno avuto una grande rilevanza agonistica, ma è passata alla storia del motociclismo per essere stata la prima donna a partecipare al motomondiale e l'unica a competere nella classe 500.

## Risultati nel motomondiale
| 1981 | Classe | Moto   |    |  |  |  |    |    |  |  |  |  |  |  |  |    | Punti | Pos. |
| ---- | ------ | ------ | -- |  |  |  | -- | -- |  |  |  |  |  |  |  | -- | ----- | ---- |
| 1981 | 500    | Yamaha | NE |  |  |  | NQ | NE |  |  |  |  |  |  |  | NE | 0     |      |

| 1982 | Classe | Moto   |  |  |     |  |  |  |    |  |  |  |    |    |  |  | Punti | Pos. |
| ---- | ------ | ------ |  |  | --- |  |  |  | -- |  |  |  | -- | -- |  |  | ----- | ---- |
| 1982 | 500    | Suzuki |  |  | Rit |  |  |  | NQ |  |  |  | NE | NE |  |  | 0     |      |

| Legenda | 1º posto        | 2º posto            | 3º posto            | A punti      | Senza punti        | Grassetto – Pole position Corsivo – Giro più veloce |
| Legenda | Gara non valida | Non qual./Non part. | Ritirato/Non class. | Squalificato | '-' Dato non disp. | Grassetto – Pole position Corsivo – Giro più veloce |